# Ромейки
Ромейки (укр. Ромейки) — село в Полицкой сельской общине Варашского района Ровненской области Украины.
До 2020 года входило во Владимирецкий район.
Население по переписи 2023 года составляло 1100 человек. Почтовый индекс — 34382. Телефонный код — 3634. Код КОАТУУ — 5620888601.